# تاگانایوو
تاگانایوو (انگلیسی: Taganayevo) یک شهرک در شهرستان کوشنارنکوفسکی جمهوری باشقیرستان در کشور روسیه است.